# 日吉村 (熊本県)
日吉村（ひよしむら）は、熊本県の北部、飽託郡にかつてあった村である。

## 地理
- 河川：白川

## 歴史
- 1889年4月1日 - 町村制が施行。十禅寺村、平田村、世安村、近見村、高江村が合併して日吉村が発足。
- 1892年 – 飽田郡と託麻郡が合併し飽託郡となる。
- 1899年4月1日 – （旧）日吉村と元三村が合併して改めて日吉村が発足
- 1940年12月1日 – 熊本市に編入。

### 名前の由来
域内にある日吉神社（勅願所）にちなむ。現在は旧高江村付近のみが日吉と称している。熊本市立日吉中学校、熊本市立日吉小学校、熊本市立日吉東小学校等にその名をとどめる。

## 学校
- 日吉小学校（のちの日吉尋常小学校、現在の熊本市立日吉小学校）